# Flammenwerfer 35
Pour les articles homonymes, voir FMW.
Le Flammenwerfer 35, abrégé en FmW 35, est un lance-flammes portatif utilisé par les forces allemandes au cours de la Seconde Guerre mondiale pour nettoyer les tranchées et les bâtiments. 
Il s'agissait d'une arme mortelle qui était extrêmement efficace à courte portée. Il avait une portée de 25 m. Cette arme a également été connue sous le nom « voleur de peau », car l'utilisation de cette arme à courte portée entraînait une sévère perte de peau. Le composé liquide dégageait en brûlant des fumées très similaires à des agents lacrymogènes.

## Histoire
Comme beaucoup de belligérants de la Seconde Guerre mondiale, les lance-flammes étaient utilisés contre les casemates, les fortifications et certains véhicules blindés.
Bien qu'étant apparus pendant la Première Guerre mondiale, les lance-flammes étaient plus connus par leurs effets psychologiques que pour leur efficacité : en effet, ils étaient lourds, peu maniables, et pouvaient s’avérer très dangereux pour les utilisateurs.
Le flammenwerfer 35 était le premier lance-flammes individuel allemand. Avec l'usage, on se rendit compte qu'il était souvent difficile à manier car trop lourd.
C'est pourquoi, on le remplaça par différents modèles (FW-40, FW-41, FW-43, FW-44, FW-46), ces derniers étant plus légers et plus maniables. Il fut produit jusqu'en 1941, date à partir de laquelle le Flammenwerfer 41 (en) commença à le remplacer.

## Description
Le flammenwerher 35 fonctionnait de la manière suivante, 2 réservoirs, l'un contenant le combustible et l'autre le gaz propulseur, le plus souvent de l'azote.
Dès que l'on ouvrait la vanne, le gaz propulseur expulsait le combustible par le tube, à l’extrémité duquel il était enflammé.
La portée dépendait du diamètre de la buse, de la vitesse du vent ainsi que de sa direction.
La vitesse initiale dépendait elle-même de la pression dans le réservoir et de la longueur du tuyau.

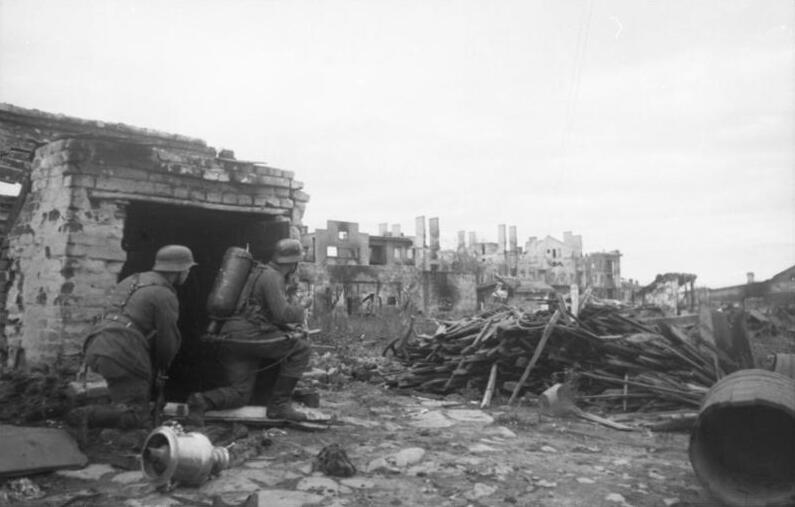
Soldat allemand avec un Flammenwerfer 35 à Stalingrad sur le front russe.